# Mazeppa National Park
Mazeppa National Park är en park i Australien. Den ligger i delstaten Queensland, omkring 820 kilometer nordväst om delstatshuvudstaden Brisbane. Mazeppa National Park ligger 246 meter över havet. Arean är 41 kvadratkilometer.
Trakten runt Mazeppa National Park är nära nog obefolkad, med mindre än två invånare per kvadratkilometer.. Det finns inga samhällen i närheten.
Omgivningarna runt Mazeppa National Park är i huvudsak ett öppet busklandskap. Genomsnittlig årsnederbörd är 719 millimeter. Den regnigaste månaden är januari, med i genomsnitt 141 mm nederbörd, och den torraste är juni, med 14 mm nederbörd.